# حیرانی (مجموعه تلویزیونی)
حیرانی یک مجموعهٔ تلویزیونی در ژانر داستانی بلند به کارگردانی کیوان علی‌محمدی و امید بنکدار است.

## خلاصه داستان
داستان زندگی پولاد مرزبان است که برای همراهی مادربزرگ بیمارش پس از سال‌ها به ایران بازمی‌گردد، غافل از آن‌که مجموعه‌ای از رویدادها او را به ورطهٔ حیرانی می‌کشانَد.

## جوایز و نامزدها
| ۱۳۹٣ | چهاردهمین جشن حافظ |                                 |               |          |
| ۱۳۹٣ | چهاردهمین جشن حافظ | بهترین بازیگر زن درام تلویزیونی | ستاره اسکندری | نامزدشده |